# Anolis rubribarbaris
Anolis rubribarbaris — вид ігуаноподібних ящірок родини анолісових (Dactyloidae). Ендемік Гондурасу.

## Поширення і екологія
Anolis rubribarbaris мешкають в горах Санта-Барбара в департаменті Санта-Барбара на заході Гондурасу. Вони живуть в підліску незайманих гірських хмарних лісів, на висоті від 1700 до 2180 м над рівнем моря.

## Збереження
МСОП класифікує цей вид як вразливий. Anolis rubribarbaris загрожує знищення природного середовища.